# Léo Rouanet
Léo Rouanet (1863 - 1911), traductor e hispanista francés.
Tradujo numerosas obras de literatura clásica española al francés y editó además una Colección de Autos, Farsas y Coloquios del siglo XVI (Barcelona y Madrid: Bibliotheca Hispánica, 1901).
- Datos: Q5985305